# Tesoro de Quema
El tesoro de Quema o Tesoro de Badajoz o Tesoro de Paris fue un grupo de piezas de oro y piedras preciosas reunidos por el conquistador Gonzalo de Badajoz durante uno de los primeros recorridos de los españoles en Tierra Firme (Castilla del Oro o Panamá), entre marzo y noviembre de 1515. 
El tesoro, producto del saqueo de las tribus indígenas que encontraban a su paso por las hoy provincias pananeñas de Colón, Panamá, Coclé, Veraguas, Los Santos y Herrera, así como los 400 hombres, mujeres y niños capturados para servir como esclavos, les fueron arrebatados nuevamente a los españoles por el cacique Paris tras un enfrentamiento en el que pereció gran parte de las tropas de Badajoz. 
Posteriormente, Pedrarias Dávila envió a Gaspar de Espinosa otro de sus lugartenientes, para que recuperara el tesoro, lo que hizo con éxito.
Se le llamó Tesoro de Quema porque supuestamente fue depositado por la gente de Paris en las montañas de Quema, bien custodiado. Allí lo habría encontrado Espinosa, quien a su vuelta al poblado de Santa María La Antigua del Darién, en 1516, llevaba consigo no sólo el tesoro, que algunos historiadores evalúan en 80 mil pesos de oro, sino también, una multitud encadenada y gimiente de cerca de 2,000 personas listas para ser vendidos como esclavos. 
Aunque los españoles encargados directamente de rescatar tal tesoro lo negaron, es muy posible, de acuerdo con Fray Bartolomé de las Casas en su Historia de Indias- que utilizaran la tortura contra la población indígena para llegar hasta él en las entonces abruptas montañas de Quema.
- Datos: Q27961288